# John Doms
John Doms, född 5 november 1924, död 27 juni 2013, var en friidrottare från Belgien. Han deltog vid olympiska sommarspelen 1948.